# Miss Earth México 2019
Miss Earth México 2019 fue la 13.ª edición del certamen Miss Earth México la cual se realizó en el Hotel Grand Fiesta Americana del Puerto de Veracruz, Veracruz el domingo 26 de mayo de 2019. Treinta y un candidatas de toda la República Mexicana compitieron por el título nacional, el cual fue ganado por Paola Torres de la Ciudad de México quien representaría al país en Miss Tierra 2019. Torres fue coronada por la Miss Earth México saliente y actual Miss Earth-Fire 2018 Melissa Flores, convirtiéndose en la tercera capitalina en ir a Miss Tierra.
El día 20 de junio se hizo oficial si designación de Perla Domínguez de Veracruz rumbo a Reina Mundial de la Piña 2019 en Colombia, sin embargo por problemas de documentos no pudo asistir. El 17 de julio se hizo oficial la designación de Brenda Zuarth de Chiapas rumbo a Miss Panamerican International 2019  en México, sin embargo por problemas de salud no fue posible su participación, siendo reemplazada por Fernanda Barragán de Colima quien logró colocarse como 3.ª Finalista. El día 30 de julio se hizo el anuncio oficial a través de las redes sociales de la designación de Montserrat Amador de Tamaulipas rumbo a la primera edición de Miss Eco Teen International 2019 en Egipto, sin embargo por problemas de salud no fue posible su participación, siendo reemplazada por Rubí Camargo de Oaxaca , sin embargo no se concretó su participación internacional por problemas con su coordinación estatal. 
El día 20 de agosto, la Organización Nacional dio un comunicado vía Facebook e Instagram donde anunciaba oficialmente que Paola Torres ya no portaba el título como Miss Earth México 2019, sin dejar en claro si era por renuncia o por destitución, así mismo, anunció que Hilary Islas quien ocupó el cargo de Miss Earth México-Air 2019 (1.ª Finalista) sería la nueva reina nacional y por lo tanto representante del país en el certamen Miss Tierra 2019. 
El día 22 de agosto se hizo oficial la designación de Giovanna Díaz de Puebla rumbo a Miss Global International en Jamaica donde logró colocarse dentro del Top 10. El día 31 de agosto se hizo oficial la designación de Alejandra Díaz de León de San Luis Potosí rumbo a The Miss Globe 2019 en Montenegro donde logró adjudicarse la primera corona para el país.

## Resultados
| Posición               | Candidata |
| Miss Earth México 2019 | - Ciudad de México - Paola Torres (Renunció) |
| Miss Earth Air 2019    | - Nayarit - Hilary Islas (Asumió) |
| Miss Earth Water 2019  | - San Luis Potosí - Alejandra Díaz de León |
| Miss Earth Fire 2019   | - Veracruz - Perla Domínguez |
| Top 8                  | - Baja California - Reyna Amador - Chiapas - Brenda Zuarth - Jalisco - Gabriela Ledesma - Tamaulipas - Montserrat Amador |
| Top 16                 | - Colima - Fernanda Barragán - Durango - Diana Navarrete - Guanajuato - Ana Isis Barrios - Michoacán - Marilyn Suazo - Morelos - Shunashi Guerra - Puebla - Giovanna Díaz - Tabasco - Andrea Zurita - Yucatán - María José Bolio |

## Áreas de Competencia

### Semifinal: Elección Miss Supranational México
La gala final de Miss Supranational México fue transmitida en diferido una semana vía satélite a través del canal Unicable de Televisa para todo México y América Latina desde las instalaciones del Hotel Grand Fiesta Americana del Puerto de Veracruz, Veracruz el domingo 26 de mayo de 2019. La conducción del evento estuvo a cargo de Israel Labastida y Estefanía Ahumada. Se contó con la presencia de Gerhard Peruzutka dueño del certamen Miss Supranacional, Valeria Vázquez Miss Supranational 2018, Ivanna Lobato Miss Intercontinental México 2018 y Melissa Flores Miss Earth México 2018.
Las 31 candidatas desfilaron tanto en traje de baño como en traje de noche para seleccionar al Top 15, de las cuales se seleccionaron a las tres ganadoras, las cuales fueron: Scandy Patrón de Quintana Roo rumbo a Miss Eco International 2020 en Egipto, sin embargo debido a la pandemia COVID-19 no se concretó su participación. Sofía Miñarro de Querétaro rumbo a Miss Intercontinental 2019 en Egipto. Dariana Urista de Sinaloa rumbo a Miss Supranacional 2019 en Polonia logrando colocarse dentro del Top 25.
| Posición                                 | Candidata |
| Miss Supranational México 2019           | - Sinaloa - Dariana Urista |
| Miss Intercontinental México 2019        | - Querétaro - Sofía Miñarro |
| Miss Eco México 2020                     | - Quintana Roo - Scandy Patrón |
| Top 6 (En orden respectivo de suplencia) | - Ciudad de México - Paola Torres - Baja California - Reyna Amador - San Luis Potosí - Alejandra Díaz de León |
| Top 15                                   | - Chiapas - Brenda Zuarth - Chihuahua - Alondra Domínguez - Jalisco - Gabriela Ledesma - Morelos - Shunashi Guerra - Nayarit - Hilary Islas - Nuevo León - Debhani Alemán - Tamaulipas - Montserrat Amador - Veracruz - Perla Domínguez - Yucatán - María José Bolio |

#### Jurado Preliminar
- Irma Cebada - Coordinadora de Franquicias Internacionales de Miss Earth México
- Valeria Vázquez - Miss Supranational 2018
- Dr. Carlos Cruz - Diseñador de sonrisas
- Ricardo Patraca - Orfebre
- Prince Julio César - Director de Miss Earth Venezuela y diseñador de modas

### Final
La gala final de Miss Earth México sería transmitida en diferido una semana vía satélite a través del canal Unicable de Televisa para todo México y América Latina desde el World Trade Center de la ciudad de Boca del Río, Veracruz el domingo 2 de junio de 2019. Sin embargo, debido a problemas de logística con la empresa tenedora de los derechos de organización y realización del certamen nacional, este se llevó a cabo en el Hotel Grand Fiesta Americana del Puerto de Veracruz y no fue transmitido por televisión. 
El grupo de 16 semifinalistas se dio a conocer durante la competencia final: todas ellas seleccionadas por un jurado preliminar, donde eligieron a las concursantes que más destacaron en las tres áreas de competencia durante la etapa preliminar.
- Las 16 semifinalistas desfilaron en una nueva ronda en traje de baño y traje de noche, además de contestar preguntas que fueron enviadas por el público usuario a través del correo electrónico oficial de Miss Earth México, donde salieron de la competencia 8 de ellas.
- Las 8 finalistas contestaron lo que piensan sobre diversos #Hashtag previamente seleccionados, esta respuesta será contra reloj, procurando ser lo más exactas y claras posibles. De esta manera el panel de jueces considera la impresión general que dejó cada una de las finalistas para votar y definir a las ganadoras de los 4 elementos.

#### Jurado Final
- Isaura Espinoza - Actriz de teatro y televisión
- Lilia Aragón - Actriz de teatro y televisión
- Prince Julio César - Director de Miss Earth Venezuela y diseñador de modas
- Magda Rodríguez - Productora de televisión
- Paul Marsell - Director Nacional de Miss Earth México
- Claudia "Karawisa" Pérez - Analista de concursos de belleza

### Premios Especiales
| Premio                    | Candidata                                  |
| Miss Amistad              | - Hidalgo - Keyra García                   |
| Miss Fotogénica           | - Ciudad de México - Paola Torres          |
| Miss Elegancia            | - San Luis Potosí - Alejandra Díaz de León |
| Miss Eco Warrior          | - Baja California - Reyna Amador           |
| Miss Social Media         | - Baja California - Reyna Amador           |
| Mejor Figura              | - Yucatán - María José Bolio               |
| Mejores Piernas           | - Nayarit - Hilary Islas                   |
| Mejor Cabellera           | - Baja California - Reyna Amador           |
| Mejor Sonrisa             | - Sinaloa - Dariana Urista                 |
| Mejor en Vestido de Noche | - Sinaloa - Dariana Urista                 |
| Mejor Proyecto Ecológico  | - Tabasco - Andrea Zurita                  |
| Mejor Traje Típico        | - Jalisco - Gabriela Ledesma               |
| Mejor Traje Reciclado     | - Oaxaca - Julia Toledo                    |

## Candidatas
| Estado              | Candidata                         | Edad | Estatura | Residencia           |
| Aguascalientes      | Allison García Villalpando        | 18   | 1.76     | Aguascalientes       |
| Baja California     | Reyna Yazmín Amador García        | 19   | 1.70     | Rosarito             |
| Baja California Sur | Gemma Verdugo Castro              | 20   | 1.74     | La Paz               |
| Campeche            | Yumileyda Beltrán Rojas           | 20   | 1.76     | Escárcega            |
| Chiapas             | Brenda Berenice Zuarth Aragón     | 19   | 1.75     | Tuxtla Gutiérrez     |
| Chihuahua           | Alondra Domínguez Aguirre         | 22   | 1.74     | Cuauhtémoc           |
| Ciudad de México    | Lucía Paola Torres Romo           | 24   | 1.74     | Ciudad de México     |
| Coahuila            | Giselle de los Santos Delgado     | 22   | 1.74     | Torreón              |
| Colima              | Daniela Fernanda Barragán Gil     | 23   | 1.74     | Tuxpan               |
| Durango             | Diana Cecilia Navarrete Güereca   | 19   | 1.73     | Durango              |
| Estado de México    | Diana Kennya Lamadrid Rueda       | 18   | 1.70     | Toluca               |
| Guanajuato          | Ana Isis Barrios García           | 26   | 1.76     | León                 |
| Guerrero            | Karen Stefanny Rau Rivera         | 25   | 1.75     | Iguala               |
| Hidalgo             | Keyra García Ávila                | 22   | 1.70     | Atotonilco de Tula   |
| Jalisco             | Gabriela Ledesma Martínez         | 24   | 1.71     | Zapopan              |
| Michoacán           | Marilyn Suazo Pineda              | 22   | 1.72     | Huetamo              |
| Morelos             | Shunashi Guadalupe Guerra López   | 19   | 1.77     | Cuernavaca           |
| Nayarit             | Hilary Riguel Osmara Islas Montes | 18   | 1.80     | Compostela           |
| Nuevo León          | Debanhi Alejandra Alemán Rocha    | 21   | 1.73     | Guadalupe            |
| Oaxaca              | Julia Astrid Toledo Suárez        | 22   | 1.72     | Tehuantepec          |
| Puebla              | Giovanna Díaz Camacho             | 24   | 1.74     | Puebla               |
| Querétaro           | Sofía Miñarro Pedraza             | 20   | 1.75     | Querétaro            |
| Quintana Roo        | Scandy Michelle Patrón Palma      | 23   | 1.76     | Mérida               |
| San Luis Potosí     | Alejandra Díaz de León Soler      | 20   | 1.80     | San Luis Potosí      |
| Sinaloa             | Dariana Giselle Urista Soto       | 19   | 1.75     | Culiacán             |
| Sonora              | Norma Lizeth Chiquete Rodríguez   | 18   | 1.76     | Ciudad Obregón       |
| Tabasco             | Andrea Arantxa Zurita Vaca        | 21   | 1.70     | Villahermosa         |
| Tamaulipas          | Montserrat Amador Contreras       | 18   | 1.71     | Tampico              |
| Tlaxcala            | Ángela Berenice Ortega Vega       | 21   | 1.70     | Tequexquitla         |
| Veracruz            | Perla Viviana Domínguez Triana    | 18   | 1.71     | Juan Rodríguez Clara |
| Yucatán             | María José Bolio Cano             | 18   | 1.74     | Mérida               |

## Sobre los Estados en Miss Earth México 2019

### Reemplazos
- Campeche - Jessica Mendoza renunció al título estatal y a su participación en la competencia nacional debido a cuestiones personales. Su 1.ª Finalista Yumileyda Beltrán fue nombrada como la nueva representante y titular estatal.[20]
- Colima - Sara Rodríguez renunció al título estatal y a su participación en la competencia nacional debido a cuestiones de salud. Fue reemplazada por Fernanda Barragán.
- Estado de México - Sofía García renunció al título estatal y a su participación en la competencia nacional debido a cuestiones personales. Fue reemplazada por Kennya Lamadrid.
- Sonora - Liliana Galindo renunció al título estatal y a su participación en la competencia nacional debido a cuestiones personales. Su 2.ª Finalista Norma Chiquete fue nombrada como la nueva representante y titular estatal.

### Estados que se retiran de la competencia
- Zacatecas - Alma Cardoza a pesar de haber sido elegida y haber llegado a la concentración nacional, una semana posterior renunció a participar debido a problemas de salud ocasionados por el cambio de altitud que experimentó al llegar a la Ciudad de México.

## Crossovers
| Miss Tierra - 2019: Ciudad de México - Paola Torres (No Compitió) - 2019: Nayarit - Hilary Islas Miss Mundo - 2023: San Luis Potosí - Alejandra Diaz de León Miss Supranacional - 2019: Sinaloa - Dariana Urista (Top 25) Miss Intercontinental - 2023: Oaxaca - Julia Toledo (No Compitió) - 2019: Querétaro - Sofía Miñarro Miss Eco Internacional - 2020: Quintana Roo - Scandy Patrón (No Compitió) The Miss Globe - 2019: San Luis Potosí - Alejandra Díaz de León (Ganadora) Miss Heritage Global - 2025: Oaxaca - Julia Toledo (Por Competir) Miss Global International - 2019: Puebla - Giovanna Díaz (Top 10) Miss Glamour International - 2021: Nayarit - Hilary Islas (No Compitió) Queen & Beauty Universe - 2017: Nuevo León - Debanhi Alemán Miss Panamerican International - 2019: Chiapas - Brenda Zuarth (No Compitió) - 2019: Colima - Fernanda Barragán (3.ª Finalista) Miss Eco Teen - 2020: Tamaulipas - Montserrat Amador (No Compitió) Reina Latina - 2026: Tamaulipas - Montserrat Amador (Por Competir) Reina Mundial de la Piña - 2019: Veracruz - Perla Domínguez (No Compitió) Miss Universe Mexico - 2025: San Luis Potosí - Alejandra Díaz de León (Por Competir) Mexicana Universal - 2023: Quintana Roo - Scandy Patrón - Representando a Yucatán - 2022:: Chiapas - Brenda Zuarth Miss México - 2023: San Luis Potosí - Alejandra Diaz de León (Ganadora) Miss Intercontinental México - 2023: Oaxaca - Julia Toledo (Designada) Embajadora México - 2024: Tamaulipas - Montserrat Amador (Embajadora Latina R.M.) Miss Glamour International México - 2021: Nayarit - Hilary Islas (Designada) Reina Belleza Universo México - 2017: Nuevo León - Debanhi Alemán (1.ª Finalista) Miss Model of the World México - 2019: Guanajuato - Ana Isis Barrios Señorita México - 2017: Durango - Diana Navarrete (Miss Teen México) Reina de Reinas México Nacional - 2016: Michoacán - Marilyn Suazo (Miss Turismo México) Teen Universe México - 2017: Nayarit - Hilary Islas (Top 10) - 2014: Quintana Roo - Scandy Patrón - Representando a Yucatán Miss Teen Model México - 2016: Baja California - Reyna Amador Miss Earth Campeche - 2019: Campeche - Yumileyda Beltrán (Miss Earth Campeche-Air) Miss Earth Nuevo León - 2016: Nuevo León - Debanhi Alemán Miss Earth Sonora - 2019: Sonora - Norma Chiquete (Miss Earth Sonora-Water) Miss Earth Yucatán - 2016: Quintana Roo - Scandy Patrón (Miss Earth Yucatán-Air) Miss Universe San Luis Potosí - 2025: San Luis Potosí - Alejandra Díaz de León (Designada) Mexicana Universal Chiapas - 2021: Chiapas - Brenda Zuarth (Designada) | Mexicana Universal Ciudad de México - 2019: Ciudad de México - Paola Torres (1.ª Finalista) Mexicana Universal Guanajuato - 2019: Guanajuato - Ana Isis Barrios Mexicana Universal Jalisco - 2021: Jalisco - Gabriela Ledesma Mexicana Universal Oaxaca - 2021: Oaxaca - Julia Toledo - 2019: Oaxaca - Julia Toledo Mexicana Universal Yucatán - 2022: Quintana Roo - Scandy Patrón (Designada) Nuestra Belleza Coahuila - 2014: Guanajuato - Ana Isis Barrios (1.ª Finalista) Nuestra Belleza Puebla - 2015: Puebla - Giovanna Díaz Miss Durango - 2018: Durango - Diana Navarrete Miss Guanajuato - 2018: Guanajuato - Ana Isis Barrios Miss Jalisco - 2018: Colima - Fernanda Barragán (Top 5) - 2017: Jalisco - Gabriela Ledesma Miss San Luis Potosí - 2021: San Luis Potosí - Alejandra Diaz de León (Designada) Miss Tamaulipas - 2023: Tamaulipas - Montserrat Amador Embajadora Tamaulipas - 2024: Tamaulipas - Montserrat Amador (Designada) - 2020: Tamaulipas - Montserrat Amador (Designada) Señorita Durango - 2017: Durango - Diana Navarrete (Ganadora) Reina Belleza Nuevo León - 2017: Nuevo León - Debanhi Alemán (Ganadora) Miss Mundo Universidad Morelos - 2018: Morelos - Shunashi Guerra (1.ª Finalista) Reina de Reinas Michoacán - 2016: Michoacán - Marilyn Suazo (Ganadora) Teen Universe Baja California - 2018: Baja California - Reyna Amador Teen Universe Nayarit - 2017: Nayarit - Hilary Islas (Designada) Teen Universe Querétaro - 2015: Querétaro - Sofía Miñarro Teen Universe Sonora - 2015: Sonora - Norma Chiquete Teen Universe Yucatán - 2014: Quintana Roo - Scandy Patrón (Ganadora) Miss Teen Earth Sonora - 2015: Sonora - Norma Chiquete Teen Model Baja California - 2016: Baja California - Reyna Amador (Ganadora) Flor más Bella Campeche - 2018: Campeche - Yumileyda Beltrán (1.ª Finalista) Reina de la Bandera - 2018: Guerrero - Karen Rau (Princesa) Reina de la Expo-Feria del Huarache - 2013: Michoacán - Marilyn Suazo (Ganadora) Reina FENADU - 2018: Durango - Diana Navarrete Reina de la Feria de Nayarit - 2022: Nayarit - Hilary Islas (Ganadora) Reina de las Fiestas de Octubre - 2014: Colima - Fernanda Barragán (Top 5) Reina de las Fiestas de Tuxpan - 2013: Colima - Fernanda Barragán (Ganadora) Reina Feria de la Piña - 2017: Veracruz - Perla Domínguez (Ganadora) Señorita CEU - 2018: Nuevo León - Debanhi Alemán (Ganadora) |